# Otto Klemperer
Otto Klemperer (Breslau, 14 de maig de 1885 - Zúric, 6 de juliol de 1973) fou un compositor i director d'orquestra alemany molt conegut pel seu gran prestigi i per la difusió aconseguida amb els enregistraments discogràfics amb l'Orquestra Philharmonia de Londres.

## Biografia
Va néixer a Breslau, actualment Wrocław (Polònia). Va ser deixeble de Gustav Mahler a Viena i va estudiar composició amb Arnold Schönberg a Berlín i, durant la Segona Guerra Mundial, als Estats Units. Era cosí de l'escriptor i filòleg Victor Klemperer.
Gran intèrpret de les obres del seu mestre Schönberg i d'altres compositors de la seva època com Paul Hindemith, Kurt Weill, Franz Schreker o Ernst Krenek, va haver de fugir d'Alemanya per la persecució del règim nazi que li retreia el seu origen jueu, encara que estigués batejat.
Després de la guerra, el món musical alemany era remís a concedir-li la direcció de les seves grans orquestres, per la qual cosa va continuar la seva carrera com a director a Budapest i després a Londres, on Walter Legge li va oferir un contracte discogràfic amb EMI. A finals dels anys 50 va arribar a convertir-se en el director més prestigiós i respectat del món, sobretot després de la mort de Furtwängler, Toscanini, Kleiber, Mengelberg i Walter.
En aquesta època Legge va aconseguir que el nom de Klemperer fos mundialment conegut gràcies als enregistraments discogràfics amb l'Orquestra Philharmonia de Londres, de la que era director principal. A finals dels anys 60, una sèrie de concerts triomfals a Viena i Múnic assenyala la seva reconciliació aparent entre el món cultural germànic, del qual sempre va ser un gran defensor.
Després de 1945, marcat per l'experiència amarga de l'exili, Otto Klemperer abandonà el repertori modern, a excepció de la música de Gustav Mahler, i es consagrà al gran repertori germànic del classicisme i romanticisme. És difícil trobar en la seva discografia oficial interpretacions d'obres escrites després de 1918.

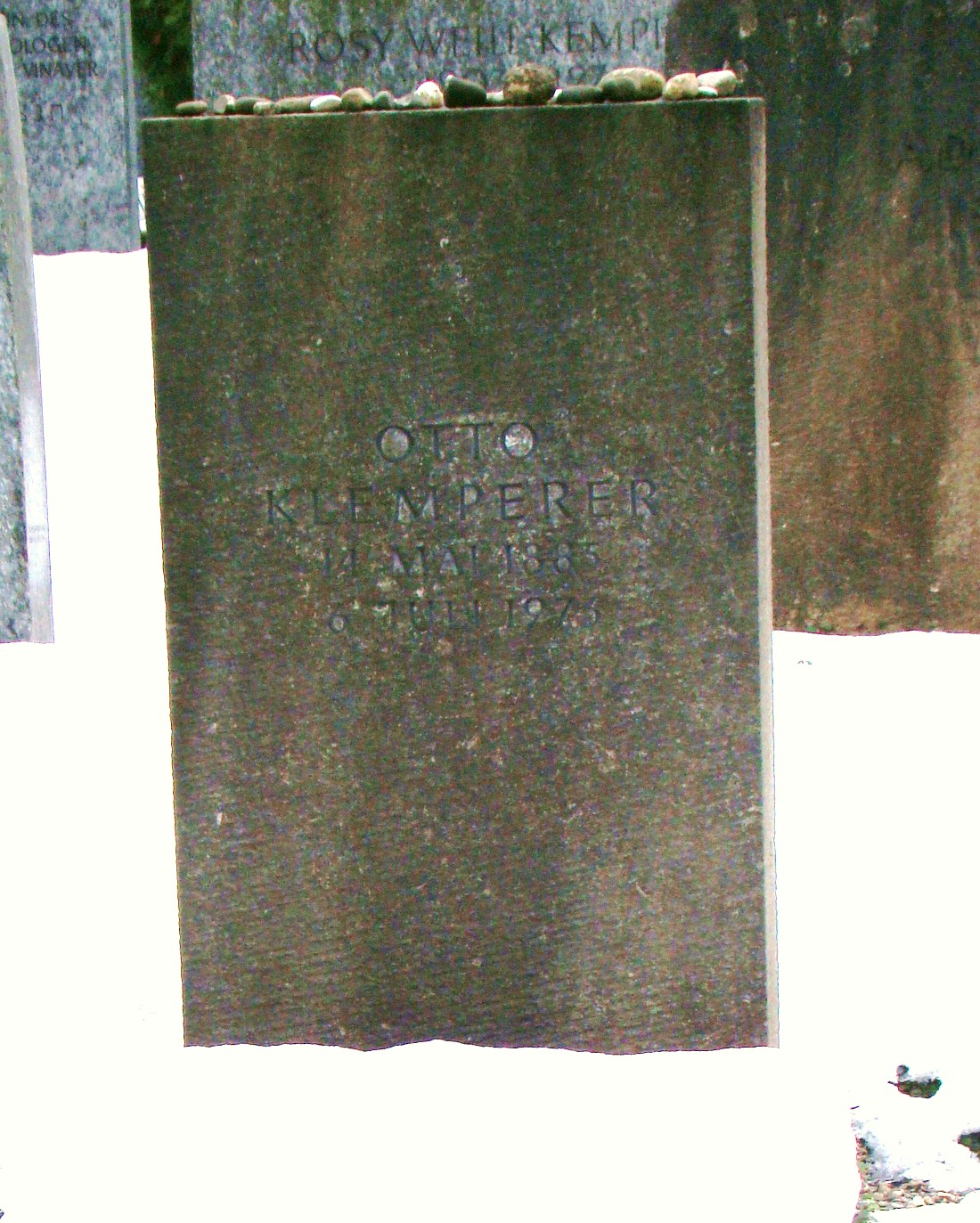
La tomba de Klemperer al cementiri jueu d'Oberer Friesenberg a Zuric.

Els tempos de les seves versions mostren de vegades una lentitud sorprenent, que poden sorprendre si es compara amb les de la seva joventut en la qual Klemperer havia estat un director fogós i amant de l'avantguarda. Aquesta evolució d'estil i de repertori és similar a la que més tard tindrien Sergiu Celibidache o Günter Wand.
Era conegut pel seu fort caràcter i també pel seu humor àcid. Malgrat haver sofert diversos infarts, va continuar dirigint fins a una edat molt avançada, amb la meitat del rostre paralitzat. Va morir a Zúric (Suïssa) el 6 de juliol de 1973; tenia 88 anys.

## Repertori i composicions
Klemperer va gravar per als segell EMI i Hungaroton, i ha deixat interpretacions d'una extraordinària intensitat amb obres d'autors com Beethoven, Bruckner, Bach, Mahler, Mozart, Haydn, Brahms i Wagner.
Va escriure simfonies d'inspiració malheriana, cap de les quals forma part avui en dia del repertori habitual de les orquestres. Klemperer va gravar la seva pròpia Simfonia núm. 2 junt amb la Simfonia núm. 7 de Mahler.